# 금융
금융(金融, 영어: finance)은 금전의 융통이란 뜻으로, 주로 이자와 함께 자금을 빌리고 갚는 행위를 일컫는다. 일반적 경제 생활 중에선 은행, 증권, 보험회사 등이 시장 주체(예를 들어 예금자, 증권 투자자 또는 보험자 등)로부터 자금을 모집하고, 기타 다른 시장 주체에 빌려주는 역할을 한다. 이러한 서비스업에 종사하는 사람을 ‘금융업자’라고 하며, 금융과 관계된 학문 분야를 ‘금융학’이라고 한다. 보편적으로는 정부, 개인, 기업 등의 시장 주체가 자금 모집을 통하여, 자금을 배합하고 사용하여 생산하는 모든 자본이다. 

## 금융 분야

### 개인 금융
대한민국에서는 개인 금융은 크게 부동산 금융과 신용 금융으로 나뉜다.

### 기업 금융
금융은 자금의 모집, 배치, 투자와 융자 세 종류의 경제 행위라고도 볼 수 있다. 기업이 자금을 모집하는 방법은 일반적으로 아래의 두 가지로 나눌 수 있다.
1. 직접금융 : 금융기관 등을 거치지 않고, 증권, 채권 등의 판매 등을 통해 투자자로부터 자금을 얻는 방법.
2. 간접금융 : 금융기관 등의 중개기관을 통해 간접적으로 투자자에게서 자금을 얻는 방법.

## 금융파생 상품
채권, 금리, 외환, 주식 등의 금융자산을 기초로 파생된 상품. 전통적인 금융상품 자체를 대상으로 한 상품이 아니라 금융 상품의 장래 가격변동을 예상해 만든 ‘금융상품의 가격움직임’을 상품화한 것이다. 대표적인 파생금융상품으로는 선물, 선물환, 옵션, 스왑 등을 들 수 있으며 이들 파생상품을 대상으로 한 선물옵션, 스왑선물, 스왑옵션 등 2차 파생상품들 이외에도 약 1,200종의 파생상품이 있다. 시장경제 아래에서는 환율이나 금리, 주가 등의 변동으로 자산의 가치가 떨어질 위험이 상존하고 있다. 그러나 파생금융 상품을 이용하면 미래 거래금의 단 몇 퍼센트에 불과한 위탁증거금만으로 이러한 미래의 가격변동 위험을 피하거나 줄일 수 있다. 이렇듯 파생금융상품은 원래 미래에 대한 위험에 적절히 대처하는데 그 목적이 있었다. 하지만 파생금융상품에 본래 내포된 미래의 가격변동 예상과, 작은 비용으로 대규모 거래가 가능한 점은 단기 고수익을 노리는 투기성 거래를 양산하고 있다.
1995년 2월, 223년의 역사를 지닌 영국의 베어링스 은행을 파산으로 몰고 간 사건도 파생금융상품을 투기적 목적으로 사용해 일어난 것으로 베어링스 은행은 14억 달러의 손실을 입어 단돈 1파운드에 네덜란드의 ING그룹에 매각됐다. 또한 이밖에 P&G, 미국의 오렌지 카운티 등 파생금융상품으로 인한 파산이나 큰 피해 사건은 금융기관, 기업, 지방정부 등을 가리지 않고 세계 도처에서 끊임없이 발생하고 있다. 한국에서도 1989년에는 광주은행이 346억 원, 1995년에는 수협이 196억 원이라는 엄청난 피해를 입은 바 있다.

## 전자 금융
"전자금융거래"는 금융기관 또는 전자금융업자가 전자적 장치를 통하여 금융상품 및 서비스를 제공(이하 "전자금융업무"라 한다)하고, 이용자가 금융기관 또는 전자금융업자의 종사자와 직접 대면하거나 의사소통을 하지 아니하고 자동화된 방식으로 이를 이용하는 거래를 말한다.(대한민국 전자금융거래법 제2조)
전자지급결제대행(PG)이라 함은 전자적 방법으로 재화의 구입 또는 용역의 이용에 있어서 지급결제정보를 송신하거나 수신하는 것 또는 그 대가의 정산을 대행하거나 매개하는 것(동법 제2조)인데, 이를 행하고자 하는 자는 대한민국 금융위원회에 등록하여야 한다.(동법 제28조)

### 전자금융업자의 허가/등록
"전자금융업자"라 함은 제28조의 규정에 따라 허가를 받거나 등록을 한 자(금융기관을 제외한다)를 말한다.
제28조 ①전자화폐의 발행 및 관리업무를 행하고자 하는 자는 금융위원회의 허가를 받아야 한다. 다만, 「은행법」에 따른 금융기관 그 밖에 대통령령이 정하는 금융기관은 그러하지 아니하다. <개정 2008.2.29> 

②다음 각 호의 업무를 행하고자 하는 자는 금융위원회에 등록하여야 한다. 다만, 「은행법」에 따른 금융기관 그 밖에 대통령령이 정하는 금융기관은 그러하지 아니하다. <개정 2008.2.29> 

1. 전자자금이체업무 

2. 직불전자지급수단의 발행 및 관리 

3. 선불전자지급수단의 발행 및 관리 

4. 전자지급결제대행에 관한 업무 

5. 그 밖에 대통령령이 정하는 전자금융업무 

③제2항의 규정에 불구하고 다음 각 호의 어느 하나에 해당하는 자는 금융위원회에 등록하지 아니하고 같은 항 각 호의 업무를 행할 수 있다. <개정 2008.2.29> 

1. 다음 각 목의 어느 하나의 경우에 해당하는 선불전자지급수단을 발행하는 자 

가. 특정한 건물 안의 가맹점 등 대통령령이 정하는 기준에 해당하는 가맹점에서만 사용되는 경우 

나. 총발행잔액이 대통령령이 정하는 금액 이하인 경우 

다. 이용자가 미리 직접 대가를 지불하지 아니한 선불전자지급수단으로서 이용자에게 저장된 금전적 가치에 대한 책임을 이행하기 위하여 대통령령이 정하는 방법에 따라 상환보증보험 등에 가입한 경우 

2. 자금이동에 직접 관여하지 아니하고 전자지급거래의 전자적 처리를 위한 정보만을 전달하는 업무 등 대통령령이 정하는 전자지급결제대행에 관한 업무를 수행하는 자 

④제3항제1호 다목의 규정에 따라 등록이 면제된 선불전자지급수단을 발행하는 자에 대하여는 제4조, 제2장 및 제3장(제19조, 제23조 및 제25조를 제외한다), 제37조, 제38조, 제39조제1항·제6항, 제41조제1항, 제43조제2항·제3항, 제46조 및 제47조의 전자금융업자에 관한 규정을 준용한다. 다만, 소속 임직원의 위법·부당한 행위로 지급불능 상태가 되는 등 대통령령이 정하는 금융사고가 발생하는 경우에는 제25조, 제39조제2항 내지 제5항 및 제40조제2항·제3항을 준용한다. 

⑤금융위원회는 제1항의 규정에 따른 허가에 조건을 붙일 수 있다. <개정 2008.2.29> 

## 국제금융 관련자격
- 국제재무분석사(CFA)
- 국제가치평가사(CVA)
- 국제재무설계사(CFP)
- 국제재무위험관리사(FRM)
- 미국세무사(EA)

## 같이 보기
- 금융공학
- 금융파생상품